# Vidarbha Rajya Party
Vidarba Rajya Party (Vidarbas Delstatsparti), politiskt parti i den indiska delstaten Maharashtra. Partiet arbetar för en separat Vidarbadelstat i östra Maharashtra. Partiets ledare är Banwarilal Purohit. I valet till Lok Sabha 2004 ställde Banwarilal Purohit upp som kandidat i Nagpur och fick 27 928 röster (3,52%). Förutom Purohit så ställde även Keshaorao Shende upp som kandidat för VRP i Ramtek, och fick 9 046 röster (1,4%).
Purohit hade tidigare varit medlem i All India Forward Bloc, Kongresspartiet och BJP.